# Jan Hron

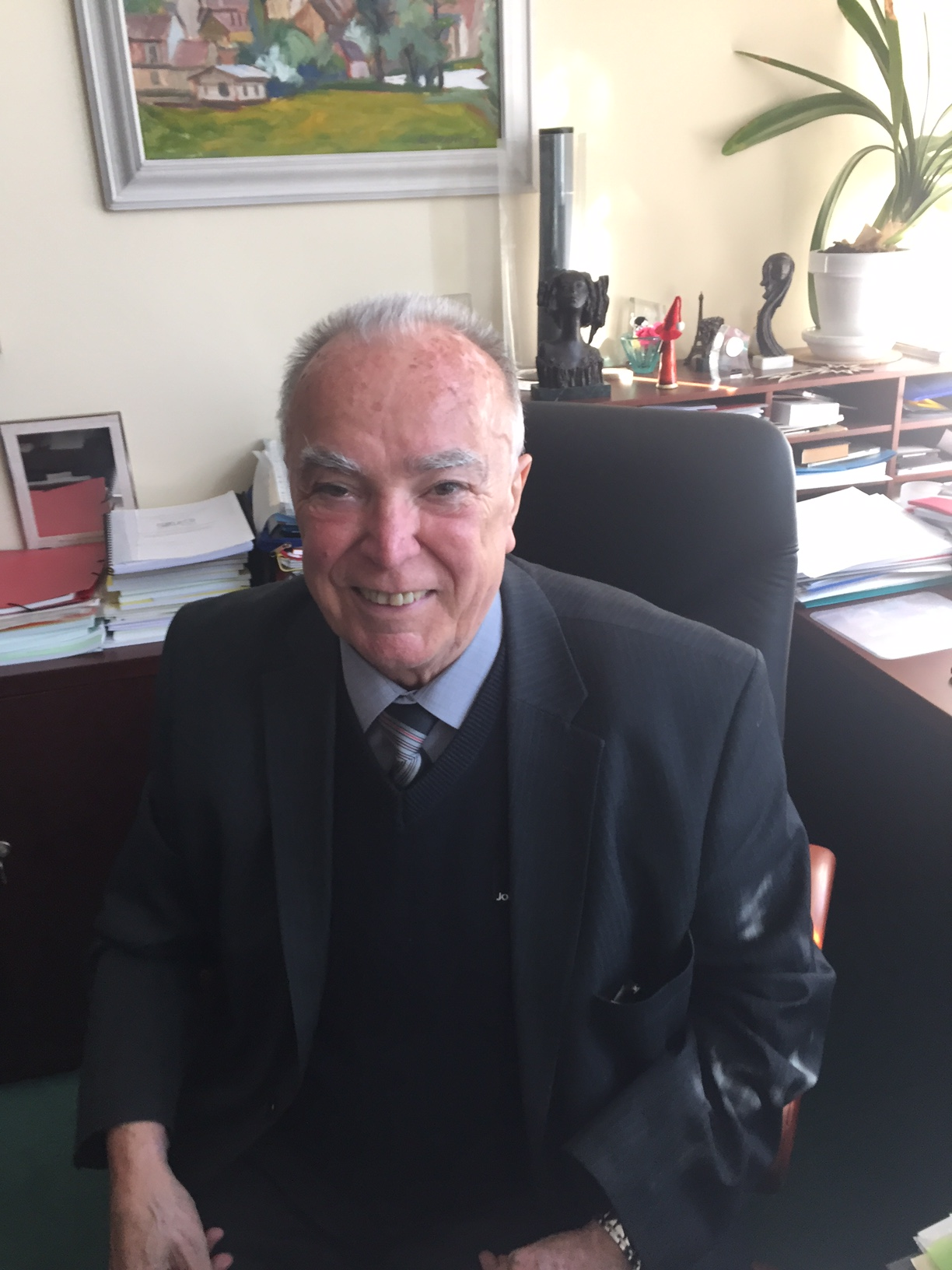
Rektor Emeritus Prof. Jan Hron 2016

Jan Hron (* 17. September 1941) ist ein tschechischer Agrar-Ingenieur, er war Rektor der Tschechischen Agraruniversität Prag.

## Leben
Hron besuchte 1955 bis 1959 die Landwirtschaftliche Technische Hochschule Klatovy / West Böhmen; es folgte von 1959 bis 1964 das Ingenieur-Studium an der Fakultät für Wirtschaft und Betriebsführung der Agraruniversität Prag. 1969 erwarb er den akademischen Titel CSc. an der Fakultät für Wirtschaft und Betriebsführung. Die Dissertationsarbeit mit dem Titel: Führung und Qualifikationsverfahren in landwirtschaftlichen Betrieben 1977 folgte eine Dozentur an der Tschechischen Agraruniversität Prag und eine Habilitationsschrift mit dem Titel Analyse und Projektierung von Organisationssystemen in Landwirtschaftlichen Betrieben.
1988 erhielt er den akademischen Titel Dr. Sc. an der Wirtschaftsuniversität Prag und 1989 einen Ruf als Professor an die Tschechischen Agraruniversität Prag.
1977–1988 war Hron Dozent, auf dem Lehrstuhl für Betriebsführung an der Fakultät für Wirtschaft und Betriebsführung. Er war 1985–1989 Prodekan für Wissenschaft und Forschung  an der Fakultät für Wirtschaft und Betriebsführung und 1984 Vorstand des Lehrstuhl für Betriebsführung an der Fakultät für Wirtschaft und Betriebsführung. Hron war von 1990 bis 1991 Pro-Rektor für Wissenschaft und Forschung der Tschechische Landwirtschaft Universität Prag und ist seit 1989 Professor am Lehrstuhl Betriebsführung an der Fakultät für Wirtschaft und Betriebsführung und von 2000 bis 2003 war er Dekan der Fakultät entsprechenden Fakultät.
Im Jahr 1994 wurde er als Nachfolger von Jiří Petr zum Rektor der Universität gewählt. Dieses Amt führte er 1994–2000 und 2003–2010, zum Nachfolger als Rektor wurde Jiří Balík gewählt.
Hron war Präsident der Tschechischen Akademie der Landwirtschaft und Vorstand der Kommission für Wirtschaft, Führung, Soziologie und IT. Er ist in der Redaktionsmitglied bei der Fachzeitschrift "Agricultural Economics" und der Tschechischen Gesellschaft für Forschung und Fallstudien, der Tschechischen Ingenieursakademie, der WACRA (World Association for Case Method Research & Case Method Application) und der Europäischen Assoziation für Internationale Erziehung an. Während seiner Rektoratszeit 1994–2000 und 2003–2009, gehörte er der Tschechische Rektorenkonferenz an.
Hron ist Autor von ca. 350 Fachpublikationen, davon 63 Forschungsberichte, 45 Lehrbücher und Skripte sowie 38 internationale Titel.

## Ehrentitel
- 1994 Dr. Honoris Causa – University of Plymouth, UK;
- 1996 Dr. Honoris Causa – Agrarian University Georgia, Tbilis, Georgien;
- 1997 Ehrenpreis vom Ministerium für Erziehung und Sport der Tschechischen Republik;
- 2001 Dr. Honoris Causa – Slowakische Landwirtschaftliche Universität Nitra, Slowakei;
- 2002 Dr. Honoris Causa – Humboldt-Universität zu Berlin;
- 2005 Dr. Honoris Causa – Universidad Nacional de Ucayiali, Peru;
- 2005 Dr. Honoris Causa – Universidad Peruana Unión, Peru;
- 2005 Dr. Honoris Causa – The Royal Scientific Society, Jordan;
- 2009 Dr. Honoris Causa – Universität für Bodenkultur Wien[1]